# Hétköznapi hímsovinizmus
A micromachismo, magyar fordításokban hétköznapi hímsovinizmus egy feminizmushoz köthető elmélet, mely a nemi erőszak kultúrájával, a gender-alapú erőszakkal vagy nők elleni erőszakkal helyezhető párhuzamba, mások szerint azok hátteréül szolgál.

## A kifejezés eredete
Luis Bonino argentin származású, Spanyolországban élő pszichiáter és pszichoterapeuta 1990-ben alkotta meg a „micromachismos” kifejezést, amely magyarul a hétköznapi hímsovinizmus nevet kapta. Véleménye szerint a hétköznapi hímsovinizmus a párkapcsolati erőszaknak az a formája, amelyet még nem nevezünk annak – a férfiak „apró” kontrolláló, erőszakos és uralmi megnyilvánulásai alkotják.
A spanyol szókapcsolat két tagjából az első (micro) a francia szociológus, Michel Foucault által leírt „apróbb hatalmi viszonyokra”  utal. A második tag (machismo), amely a spanyol nyelvben eredetileg egyszerre utalt a férfiuralom ideológiájára és az ezen a felfogáson alapuló túlzó viselkedésre, a köznyelvbe mint a nőket alsóbbrendű lényként kezelő, őket ezen az alapon diszkrimináló magatartást jelölő, negatív kicsengésű szó vonult be.
A mai magyar nyelvhasználatban a macsó szónak nincs egyértelműen a hagyományos férfiszerepet érintő kritikus felhangja – inkább az idealizált „férfias férfi”  képét közvetíti –, ezért választotta a fordító a „hétköznapi hímsovinizmus” elnevezést.
A szakirodalomban (Miller, Bourdieu, Glick, Castañeda stb.) szokás még a jelenséget más nevekkel is illetni: kis zsarnokság, intim terrorizmus, „puha”, „gyenge” vagy „alacsony intenzitású” erőszak, uralmi trükkök, láthatatlan hímsovinizmus, esetleg jóindulatú szexizmus.

## Megjelenési formái
A fenti magatartásformák nagy része mögött nincsen szándékosság, rosszakarat, inkább a nőkkel való együttélés automatikus, átgondolatlan szokásairól van szó. Más magatartásformák tudatosak. Mindkét esetben a férfiak szakértő módon gyakorolják ezeket, a férfivé válás során szerzett gyakorlati tapasztalataik révén.
A nyilvánvalóság csökkenő sorrendjében:
- Kényszerítő jellegű
- Válsághelyzetben alkalmazott
- Burkolt
- Haszonelvű

A hétköznapi hímsovinizmusra is igaz, hogy alkalmi megnyilvánulásait nők is elkövetik, akár elég nagy gyakorisággal is. A fogalom megalkotói szerint a párkapcsolati erőszak egyéb  megnyilvánulásai formái is egy szisztematikus magatartás – a férfiuralom fenntartását, illetve helyreállítását szolgáló nagyobb stratégia – részei.
Luis Bonino írásának megjelenését követően, a jelenség látótérbe kerülésével egyre bővült a hétköznapi hímsovinizmus jellemzőinek listája. A nőket érintő erőszak megítélésének megváltozását többek között az elmúlt évtizedek (feminista) ideológiai és nyelvpolitikai hangsúlyváltozásai hozták magukkal, ennek következtében a közgondolkodásban élő és társadalmilag elítélt erőszak-kép jelentősen kiszélesedett (a verbális erőszakot, a lelki terrort, az un. gazdasági erőszakot vagy a megfélemlítést is beleértik), továbbá a média, egyes politikai erők és jogvédő szervezetek politikai-jogi-társadalmi fellépést követelnek az általuk negatívnak ítélt jelenségek ellen.